# دينتس دو ميدي
دينتس دو ميدي (بالإنجليزية: Dents du Midi)‏ هو أحد جبال سلسلة جبال الألب شابلايس ويقع في كانتون فاليز في سويسرا. يحتل المرتبة رقم 107 في قائمة جبال سويسرا من حيث الارتفاع، إذ يبلغ ارتفاعه حوالي 3257 متر، بينما يبلغ ارتفاع نتوء الجبل 1796 متر، هذا وقد سجل أول وصول لقمة الجبل عام 1784.